# Astraea (Euphorbiaceae)
Astraea là một chi thực vật có hoa trong họ Đại kích

## Loài
Chi này gồm các loài sau:
- Astraea aureomarginata  - Paraguay
- Astraea cincta - Brazil
- Astraea comosa - Minas Gerais
- Astraea hauthalii - Paraguay
- Astraea jatropha - Rio de Janeiro, Minas Gerais
- Astraea klotzschii - E Brazil
- Astraea lobata - widespread from Florida and Mexico south to northern Argentina; naturalized in Africa, Indian Subcontinent, Arabian Peninsula
- Astraea praetervisa - Bahia